# Poschweck

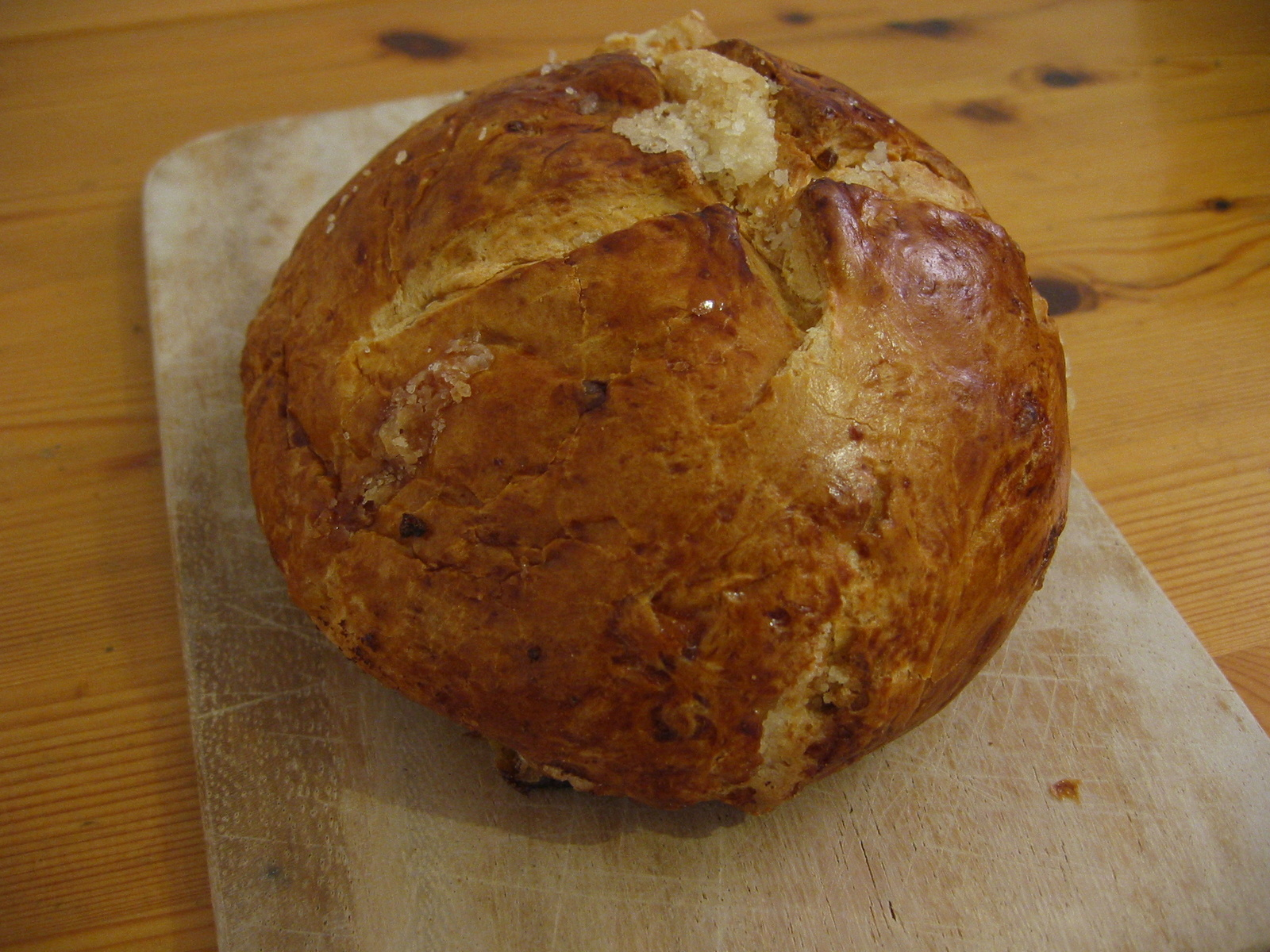
Ein Poschweck einer Aachener Großbäckerei

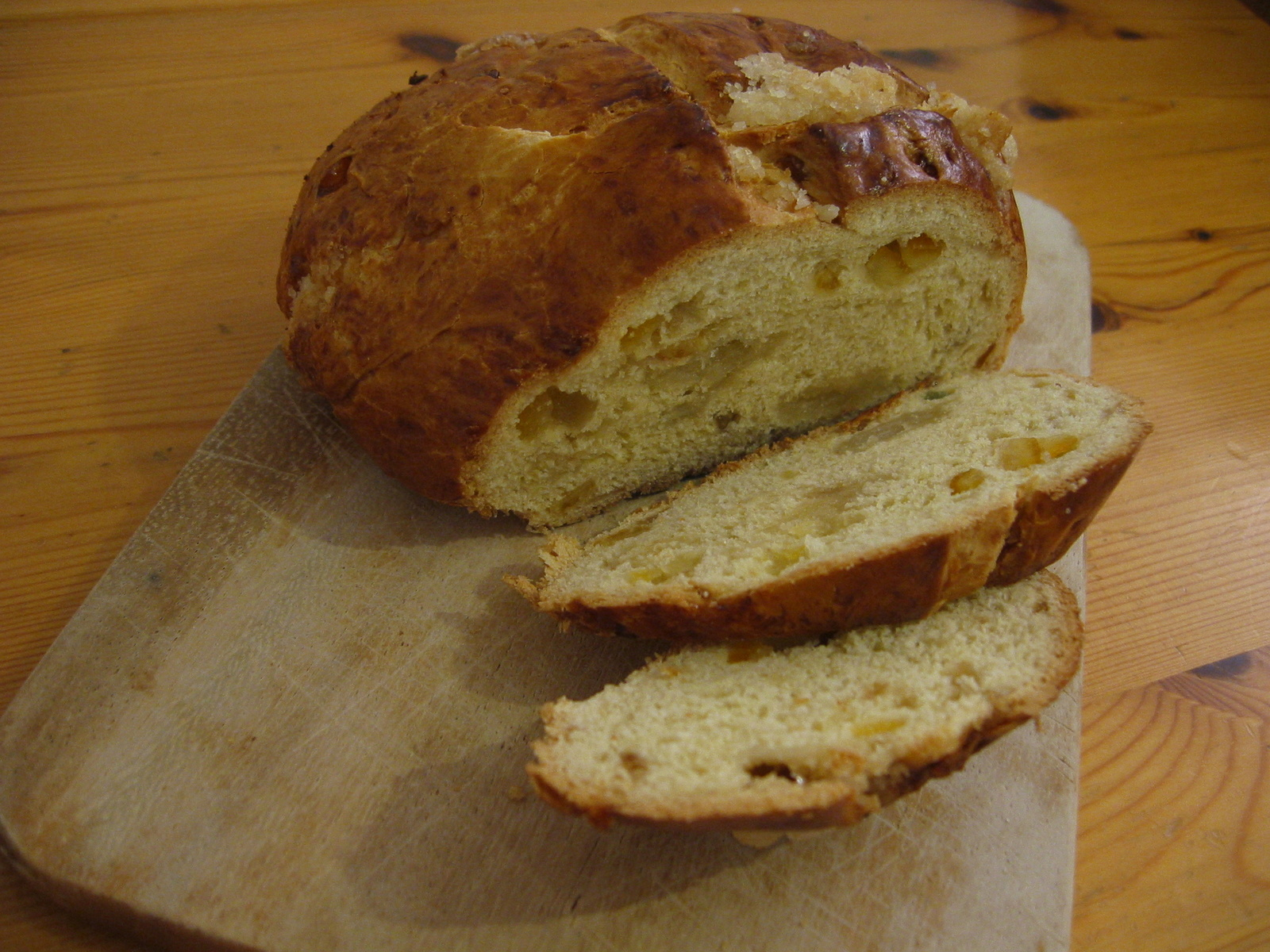
Angeschnittener, mit Orangeat, Zitronat und Zucker gefüllter Poschweck

Der Poschweck (aus Paschen „Ostern“ und Weck „Brötchen“), auch Aachener Osterbrot genannt, ist seit dem späten Mittelalter ein traditionelles Gebäck zur Osterzeit aus Aachen.

## Zusammensetzung
Grundlage des Poschwecks ist ein Hefeteig, der aus Mehl, Wasser und Backhefe hergestellt, geknetet und mehrfach gehen gelassen wird. Später kommt nochmals Mehl und Butter, Orangeat, Zitronat, Nüsse oder Rosinen sowie Kandis- oder Würfelzucker hinzu, bevor er zu einem Brotlaib geformt wird. Dieser wird mit geschlagenen Eiern bestrichen, zur besseren Entfaltung des Aromas längs eingeschnitten und gebacken. Nach dem Backvorgang kann er noch zusätzlich mit Mandelsplittern oder Zuckerstücken verziert werden, bevor er abkühlt.

## Geschichte
Die erste Erwähnung des Poschwecks findet sich 1547 in einer Aachener Bäckerordnung. Es sollte nach einer damals noch rigide gehaltenen Fastenzeit die erste hoch kalorische Bereicherung für die österliche Tafel sein. Darum wurde der Poschweck in Aachen und Umgebung zunächst den Stammkunden als Ostergeschenk überreicht. Allmählich wurde diese kostspielige Angelegenheit den Bäckern zu teuer und sie wollten ihn fortan entweder verkaufen oder die Produktion einstellen. Dies sorgte bei der Bevölkerung für Unmut und die Handwerksmeister wurden erstmals 1760 vom Magistrat gezwungen, das Ostergebäck weiterhin zu backen und kostenlos zu verteilen.
Nach dem Einmarsch der Franzosen im Jahr 1794 wurde durch die Behörden zunächst das Backen von Weißbrot verboten, um die Folgen der Hungersnot einzudämmen. Nachdem auch im folgenden Jahr das übliche Ostergeschenk der Bäcker an die Kundschaft verweigert wurde, stieß dies in Aachen auf heftigem Protest der Bevölkerung, so dass der Rat der Stadt am 1. April 1796 entgegen seiner früheren Auffassung die Anordnung erließ, eine sofortige Nachlieferung der Osterwecken innerhalb von 10 Tagen zu bewirken. Bei Weigerung drohte eine Strafe von 50 Reichsthalern.
Es dauerte ein halbes Jahrhundert, bevor die Bäcker sich erneut zum Widerstand aufrafften. Am 12. April 1846, als Aachen zu Preußen gehörte, kam es erneut zu einer „Poschweck-Revolution“, nachdem 113 Bäckermeister den Beschluss gefasst hatten, statt des Poschwecks ersatzweise 800 Brote für die Armenhäuser zu spenden, deren Produktion um ein Vielfaches kostengünstiger war. Daraufhin kam es zu halb humoristischen, halb ernsten Ausschreitungen in der Bevölkerung, in deren Verlauf auch die Fensterscheiben einiger Backstuben zu Bruch gingen und die Polizei gezwungen war, die bürgerliche Ordnung wiederherzustellen. Dabei unterstützte die preußische Stadtregierung den Standpunkt der protestierenden Bevölkerung. Einige der „Poschweck-Revolutionäre“ wurden zwar bestraft, aber die Bäcker wurden erneut gezwungen, weiterhin den Poschweck kostenlos auszuliefern. Erst im Jahre 1888 gelang es den Bäckern endlich, sich von dieser Verpflichtung zu befreien. Seither gibt es in Aachen und seinem Umland kein Freibrot mehr.